# Kappa Andromedae
Kappa Andromedae (κ And) – gwiazda o typie widmowym A0 V lub B9 IV, położona w gwiazdozbiorze Andromedy, w odległości ok. 168 lat świetlnych od Słońca. Krąży wokół niej planeta.

## Nazwa
Nazwa własna gwiazdy, Kaffalmusalsala, pochodzi od arabskiego wyrażenia ‏كفّ المسلسة‎ kaf ālmusalasa, oznaczającego „rękę skutej łańcuchem kobiety”, co jest arabskim opisem greckiego wyobrażenia ręki Andromedy. Międzynarodowa Unia Astronomiczna w 2025 formalnie zatwierdziła użycie nazwy Kaffalmusalsala dla określenia tej gwiazdy.

## Charakterystyka
Gwiazda ma obserwowaną wielkość gwiazdową 4,14m. Jest to biała lub biało-błękitna gwiazda, sklasyfikowana jako podolbrzym. Istnieją różne oceny wieku tej gwiazdy, od bardzo młodego (30 milionów lat) do około 200 milionów lat.

## Układ planetarny

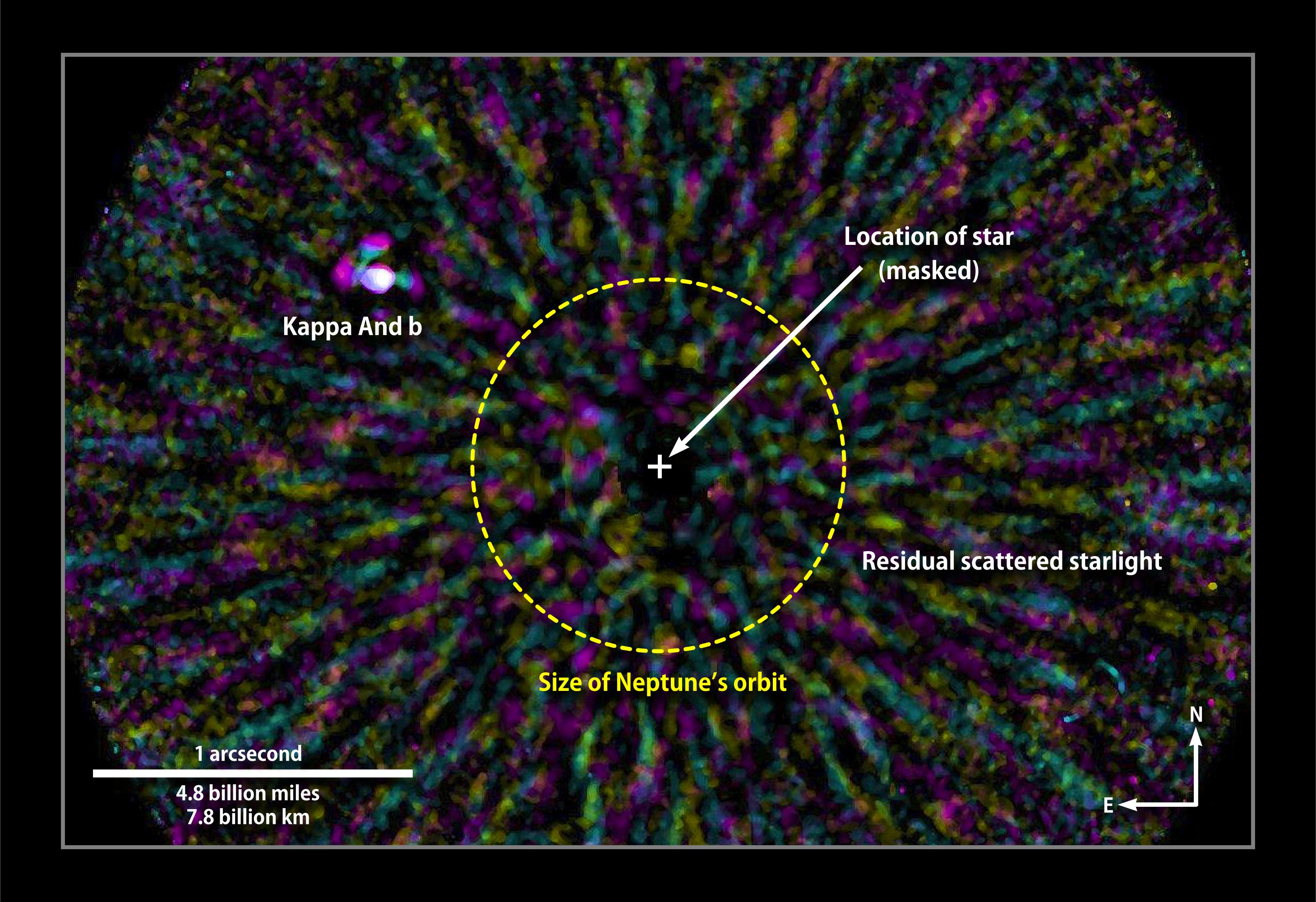
Zdjęcie planety

Wokół Kappa Andromedae krąży gazowy olbrzym o oznaczeniu Kappa Andromedae b, o promieniu 1,2 +0,2−0,1 promienia Jowisza. Planeta ta została bezpośrednio zaobserwowana i parametry jej orbity nie są dobrze znane.
| Towarzyszka | Masa minimalna [MJ] | Promień [RJ] | Półoś wielka [au] | Temperatura [K] |
| ----------- | ------------------- | ------------ | ----------------- | --------------- |
| b           | 13,6 +23,0−1,0      | 1,2 +0,2−0,1 | 55,0 ± 2,0        | 1900 +100−200   |